# Ametrodiplosis mamajevi
Ametrodiplosis mamajevi är en tvåvingeart som beskrevs av Nikolai Vasilevich Kovalev 1972. Ametrodiplosis mamajevi ingår i släktet Ametrodiplosis och familjen gallmyggor. Inga underarter finns listade i Catalogue of Life.